# Томас Месмер
Томас Месмер (нім. Thomas Messmer; нар. 1 січня 1979) — колишній німецький тенісист.
Найвищу одиночну позицію світового рейтингу — 498 місце досяг 23 жовтня 2000, парну — 272 місце — 4 травня 1998 року.

## Фінали ATP Челленджер і ITF Ф'ючерс

### Парний розряд: 6 (1–5)
| Легенда              |
| -------------------- |
| ATP Челленджер (0–1) |
| ITF Ф'ючерс (1–4)    |

| Результат | В-П | Дата     | Турнір                            | Рівень     | Покриття | Партнер            | Суперники                                | Рахунок          |
| --------- | --- | -------- | --------------------------------- | ---------- | -------- | ------------------ | ---------------------------------------- | ---------------- |
| Поразка   | 0–1 | Лют 1998 | Volkswagen Challenger, Вольфсбург | Челленджер | Килим    | Ян-Ральф Брандт    | Марат Сафін Душан Вемич                  | 4–6, 6–4, 2–6    |
| Поразка   | 0–1 | Кві 1998 | Німеччина F3, Гоенбрунн           | Ф'ючерс    | Ґрунт    | Ян-Ральф Брандт    | Томаш Цибулець Петр Ковачка              | 5–7, 6–4, 3–6    |
| Перемога  | 1–1 | Чер 1998 | Німеччина F11, Трір               | Ф'ючерс    | Ґрунт    | Ґеральд Фаузер     | Єнс Ґерлах Ян Ґрунінґер                  | 6–4, 6–4         |
| Поразка   | 1–2 | Тра 2000 | Алжир F2, Алжир (місто)           | Ф'ючерс    | Ґрунт    | Марко К'юдінеллі   | Педро Нієто-Орельяна Хав'єр Перес-Васкес | 2–6, 1–6         |
| Поразка   | 1–3 | Тра 2000 | Італія F1, Верона                 | Ф'ючерс    | Ґрунт    | Жан-Клод Шеррер    | Філіппо Мессорі Давіде Скала             | 1–6, 7–6(0), 3–6 |
| Поразка   | 1–4 | Вер 2000 | Чехія F2, Карлові Вари            | Ф'ючерс    | Ґрунт    | Стівен Ранджеловік | Їржі Гоблер Павел Шнобел                 | 6–3, 4–6, 4–6    |